# Hespererato rubra
Hespererato rubra is een slakkensoort uit de familie van de Eratoidae. De wetenschappelijke naam van de soort werd voor het eerst geldig gepubliceerd in 2016 door Fehse.